# Skapte Hyle
Skapte Hyle (auch Skaptehyle, altgriechisch Σκαπτὴ Ὕλη oder Σκαπτηςύλη, lateinisch Scaptensula) galt in der Antike mit seinen Gold- und Silberbergwerken als Synonym für den Edelmetallreichtum der südlichen Griechischen Rhodopen im Bereich der Thasischen Peraia. Es handelt sich um die Bezeichnung eines Ortes, eines Bergwerks oder eines Bergbaureviers.

## Antike Quellen
Herodot beschreibt Skapte Hyle als die Gold- und Silberbergwerke im großen und hohen Pangaion-Gebirge. Zum Ende des 6. und zu Beginn des 5. Jahrhunderts v. Chr. sollen die höchsten Erträge aus den Bergwerken der Thasischen Peraia erzielt worden sein. Die Jahresförderung betrug 80 Talente, was einem Äquivalent von 160 kg Feingold entsprach. Dazu kam ein etwas geringeres Ausbringen der Bergwerke auf der Insel Thasos. Die Entdeckung der Goldbergwerke im Nordosten Thasos, unter der Akropolis von Limena sowie im Osten in der Gegend von Kinyra bestätigte Herodots Aussage.
In zahlreichen weiteren griechischen Schriftquellen wird auf den Edelmetallreichtum des Pangaion-Gebirges oder die Bergwerke von Skapte Hyle verwiesen:
- Aischylos: „Der Strahl des Blitzes nämlich füllt die fichtene, Silber bergende Anhöhe des Pangaion.“[4]
- Euripides: „Als wir zu einem goldhaltigen Berg der Erde kamen, dem Pangaion…“[5]
- Euripides: „…verborgen in den Höhlen der silberhaltigen Erde.“[6]
- Thukydides: „…und des Bergwerks, welches zugeteilt war.“[7]
- Thukydides: „…das Festland und das Bergwerk aufgebend.“[8]
- Strabon: „… und das Gebirge selbst hat Gold- und Silberbergwerke.“[9]
- Plutarch: „…und er gewann den Athenern die jenseitigen Goldminen hinzu und das Land, über das die Einwohner von Thasos herrschten, eroberte er.“[10]
- Plutarch: „…gestorben zu sein in Skapte Hyle – das ist ein Platz/eine Ortschaft von Thrakien.“[11]

Die Bergwerke wurden auch von Römern und Byzantinern erwähnt:
- Lukrez: „…wo sie in der Tiefe von Scaptensula die Silber- und Goldadern verfolgen.“[12]
- Festus: „…der Ort Scaptensula in Mazedonien, wo von griechischen Bergleuten Silber ergraben wird.“[13]
- Markellinos: „…aber auch von dort ging er fort und, sich in Skapte Hyle aufhaltend, schrieb er unter Platanen.“[14]
- Markellinos: „…später aber nach der Verbannung sich in Skapte Hyle, einer Ortschaft von Thrakien, aufhaltend.“[15]
- Stephanos von Byzanz: „Skapte Hyle, eine kleine thrakische Stadt gegenüber von Thasos.“[16]

Als früher Reisender bezieht sich Pierre Belon im Jahr 1553 sowie türkische Quellen des späten 17. Jahrhunderts auf Skapte Hyle im Gebirgszug des Pangaion, im 19. Jahrhundert dann auch Georges Perrot. Die Einschätzung Perrots wurde schließlich auch von anderen Autoren übernommen.
In den Jahren 1976 und 1980 gelangten Heinz Josef Unger und Ewald Schütz aufgrund ihrer Untersuchungen zu der Annahme, dass das legendäre Skapte Hyle im mittleren Süden (Moustheni), im Hochgebirge (Mati und Koutra) und/oder im Nordosten (Palaiochori) des Pangaion gelegen haben könnte.
Trotz der gewonnenen Erkenntnisse schloss die Ephoria Kavala noch 1990 mit großer Wahrscheinlichkeit aus, dass Skapte Hyle im Pangaion-Gebirge gefunden wird. Die Suche sollte noch in den nördlichen Bereich des westlichen Pangaions, in das Hinterland von Galypsos, ausgedehnt werden.
Nach jüngeren Untersuchungen äußerten M. Vavelidis, G. Gialoglou, B. Melfos und G. Wagner im Jahre 1996 die Vermutung, dass es sich bei dem Berg- und Hüttenrevier von Palaia Kavala in den Lekani-Bergen mit den Standorten Zygos, Kastanies, Kryoneri, Giolia, Goritza, Makrovouni, Mandra Kari, Tria Karagatsia und Pistirma / Chalkeroin um Skapte Hyle gehandelt haben könnte.
Die École française d’Athènes vermutet das Gold von Skapte Hyle gleichfalls nordöstlich von Kavala, in den Lekani-Bergen.